# 2019-es Formula–2 brit nagydíj
A 2019-es Formula–2 brit nagydíj egy két futamból álló versenyhétvége volt, amelyet július 13–14. között rendeztek meg a Silverstone Circuit versenypályán Silverstone-ban. Ez volt a hetedik fordulója a 2019-es FIA Formula–2 szezonnak. A versenyeket az Formula–1 brit nagydíj betétfutamaiként tartották meg. A főversenyt az olasz Luca Ghiotto, míg a sprintversenyt a brit Jack Aitken nyerte meg.

## Változások a verseny előtt
Mahaveer Raghunathan visszatért, miután letöltötte az egy futamos eltiltását. Dorian Boccolacci is visszatért a Trident versenyzőjeként, ő  Ryan Tveter helyét vette át.

## Eredmények

### Kvalifikáció
| Poz.    | #  | Versenyző            | Csapat                        | Idő      | Különbség | Rajthely |
| ------- | -- | -------------------- | ----------------------------- | -------- | --------- | -------- |
| 1       | 7  | Csou Kuan-jü         | UNI-Virtuosi                  | 1:38.182 | –         | 1        |
| 2       | 8  | Luca Ghiotto         | UNI-Virtuosi                  | 1:38.410 | +0.228    | 2        |
| 3       | 5  | Sérgio Sette Câmara  | DAMS                          | 1:38.511 | +0.329    | 3        |
| 4       | 6  | Nicholas Latifi      | DAMS                          | 1:38.519 | +0.337    | 4        |
| 5       | 1  | Louis Delétraz       | Carlin                        | 1:38.547 | +0.365    | 5        |
| 6       | 11 | Callum Ilott         | Sauber Junior Team by Charouz | 1:38.549 | +0.367    | 6        |
| 7       | 4  | Nyck de Vries        | ART Grand Prix                | 1:38.613 | +0.431    | 7        |
| 8       | 15 | Jack Aitken          | Campos Racing                 | 1:38.686 | +0.504    | 8        |
| 9       | 2  | Macusita Nobuharu    | Carlin                        | 1:38.877 | +0.695    | 9        |
| 10      | 19 | Anthoine Hubert      | BWT Arden                     | 1:39.046 | +0.864    | 10       |
| 11      | 12 | Juan Manuel Correa   | Sauber Junior Team by Charouz | 1:39.071 | +0.889    | 11       |
| 12      | 16 | Jordan King          | MP Motorsport                 | 1:39.225 | +1.043    | 12       |
| 13      | 9  | Mick Schumacher      | Prema Racing                  | 1:39.227 | +1.045    | 13       |
| 14      | 14 | Arjun Maini          | Campos Racing                 | 1:39.512 | +1.330    | 14       |
| 15      | 20 | Giuliano Alesi       | Trident                       | 1:39.574 | +1.392    | 15       |
| 16      | 3  | Nyikita Mazepin      | ART Grand Prix                | 1:39.615 | +1.433    | 16       |
| 17      | 21 | Dorian Boccolacci    | Trident                       | 1:39.622 | +1.440    | 17       |
| 18      | 10 | Sean Gelael          | Prema Racing                  | 1:39.790 | +1.608    | 20[1]    |
| 19      | 18 | Tatiana Calderón     | BWT Arden                     | 1:40.530 | +2.348    | 18       |
| 20      | 17 | Mahaveer Raghunathan | MP Motorsport                 | 1:41.725 | +3.543    | 19       |
| Forrás: |    |                      |                               |          |           |          |

Megjegyzés:
- ↑ 1:  – Sean Gelael kapott egy három rajthelyes büntetést, miután balesetet okozott a szabadedzésen.

### Főverseny
| Poz.                                                             | #  | Versenyző            | Csapat                        | Körök | Idő/Kiesés   | Rajthely | Pont |
| ---------------------------------------------------------------- | -- | -------------------- | ----------------------------- | ----- | ------------ | -------- | ---- |
| 1                                                                | 8  | Luca Ghiotto         | UNI-Virtuosi                  | 29    | 50:21.114    | 2        | 25   |
| 2                                                                | 6  | Nicholas Latifi      | DAMS                          | 29    | +3.314       | 4        | 18   |
| 3                                                                | 7  | Csou Kuan-jü         | UNI-Virtuosi                  | 29    | +7.186       | 1        | 15+4 |
| 4                                                                | 5  | Sérgio Sette Câmara  | DAMS                          | 29    | +11.841      | 3        | 12+2 |
| 5                                                                | 15 | Jack Aitken          | Campos Racing                 | 29    | +13.744      | 8        | 10   |
| 6                                                                | 4  | Nyck de Vries        | ART Grand Prix                | 29    | +18.969      | 7        | 8    |
| 7                                                                | 1  | Louis Delétraz       | Carlin                        | 29    | +19.466      | 5        | 6    |
| 8                                                                | 11 | Callum Ilott         | Sauber Junior Team by Charouz | 29    | +23.144      | 6        | 4    |
| 9                                                                | 2  | Macusita Nobuharu    | Carlin                        | 29    | +24.263      | 9        | 2    |
| 10                                                               | 16 | Jordan King          | MP Motorsport                 | 29    | +30.176      | 12       | 1    |
| 11                                                               | 9  | Mick Schumacher      | Prema Racing                  | 29    | +31.100      | 13       |      |
| 12                                                               | 12 | Juan Manuel Correa   | Sauber Junior Team by Charouz | 29    | +47.708      | 11       |      |
| 13[1]                                                            | 14 | Arjun Maini          | Campos Racing                 | 29    | +52.072      | 14       |      |
| 14                                                               | 18 | Tatiana Calderón     | BWT Arden                     | 29    | +1:19.155    | 18       |      |
| 15                                                               | 17 | Mahaveer Raghunathan | MP Motorsport                 | 29    | +1:31.116    | 19       |      |
| 16[2]                                                            | 3  | Nyikita Mazepin      | ART Grand Prix                | 28    | baleset      | 16       |      |
| 17                                                               | 20 | Giuliano Alesi       | Trident                       | 28    | +1 kör       | 15       |      |
| 18                                                               | 19 | Anthoine Hubert      | BWT Arden                     | 28    | +1 kör       | 10       |      |
| ki                                                               | 21 | Dorian Boccolacci    | Trident                       | 1     | elektronika  | 17       |      |
| vi[3]                                                            | 10 | Sean Gelael          | Prema Racing                  | 0     | visszalépett | 20       |      |
| Leggyorsabb kör: Sérgio Sette Câmara (DAMS) — 1:40.858 (24. kör) |    |                      |                               |       |              |          |      |
| Forrás:                                                          |    |                      |                               |       |              |          |      |

Megjegyzések:
- ↑ 1:  – Arjun Maini eredetileg a 12. helyen fejezte be a futamot, de utólag kapott egy 5 másodperces időbüntetést, a Nyikita Mazepinnel szemben történt balesete miatt.
- ↑ 2:  – Nyikita Mazepin nem fejezte be a futamot, de helyezését értékelték, mert teljesítette a futam több, mint 90%-át.
- ↑ 3:  – Sean Gelael a versenybizottság által kapott büntetését túl szigorúnak találta, ezért visszalépett a futamtól.

### Sprintverseny
| Poz.                                                              | #  | Versenyző            | Csapat                        | Körök | Idő/Kiesés   | Rajthely | Pont |
| ----------------------------------------------------------------- | -- | -------------------- | ----------------------------- | ----- | ------------ | -------- | ---- |
| 1                                                                 | 15 | Jack Aitken          | Campos Racing                 | 21    | 36:47.822    | 4        | 15+2 |
| 2                                                                 | 1  | Louis Delétraz       | Carlin                        | 21    | +4.997       | 2        | 12   |
| 3                                                                 | 4  | Nyck de Vries        | ART Grand Prix                | 21    | +8.194       | 3        | 10   |
| 4                                                                 | 11 | Callum Ilott         | Sauber Junior Team by Charouz | 21    | +8.850       | 1        | 8    |
| 5                                                                 | 6  | Nicholas Latifi      | DAMS                          | 21    | +16.203      | 7        | 6    |
| 6                                                                 | 9  | Mick Schumacher      | Prema Racing                  | 21    | +19.222      | 11       | 4    |
| 7                                                                 | 2  | Macusita Nobuharu    | Carlin                        | 21    | +19.666      | 9        | 2    |
| 8                                                                 | 7  | Csou Kuan-jü         | UNI-Virtuosi                  | 21    | +20.181      | 6        | 1    |
| 9                                                                 | 16 | Jordan King          | MP Motorsport                 | 21    | +21.731      | 10       |      |
| 10                                                                | 12 | Juan Manuel Correa   | Sauber Junior Team by Charouz | 21    | +25.820      | 12       |      |
| 11                                                                | 19 | Anthoine Hubert      | BWT Arden                     | 21    | +34.309      | 18       |      |
| 12                                                                | 3  | Nyikita Mazepin      | ART Grand Prix                | 21    | +37.426      | 16       |      |
| 13                                                                | 14 | Arjun Maini          | Campos Racing                 | 21    | +40.581      | 13       |      |
| 14                                                                | 21 | Dorian Boccolacci    | Trident                       | 21    | +47.259      | 19       |      |
| 15                                                                | 8  | Luca Ghiotto         | UNI-Virtuosi                  | 21    | +57.696      | 8        |      |
| 16                                                                | 18 | Tatiana Calderón     | BWT Arden                     | 21    | +59.998      | 14       |      |
| 17                                                                | 5  | Sérgio Sette Câmara  | DAMS                          | 21    | +1:09.991    | 5        |      |
| 18                                                                | 17 | Mahaveer Raghunathan | MP Motorsport                 | 21    | +1:10.157    | 15       |      |
| ki                                                                | 20 | Giuliano Alesi       | Trident                       | 1     |              | 17       |      |
| vi[1]                                                             | 10 | Sean Gelael          | Prema Racing                  | 0     | visszalépett | 20       |      |
| Leggyorsabb kör: Jack Aitken (Campos Racing) — 1:39.993 (20. kör) |    |                      |                               |       |              |          |      |
| Forrás:                                                           |    |                      |                               |       |              |          |      |

Megjegyzések:
- ↑ 1:  – Sean Gelael a versenybizottság által kapott büntetését túl szigorúnak találta, ezért visszalépett a futamtól.

## A bajnokság állása a verseny után
| H  | Versenyzők          | Pont | H  | Konstruktőrök  | Pont |
| -- | ------------------- | ---- | -- | -------------- | ---- |
| 1. | Nyck de Vries       | 170  | 1. | DAMS           | 260  |
| 2. | Nicholas Latifi     | 139  | 2. | UNI-Virtuosi   | 227  |
| 3. | Luca Ghiotto        | 122  | 3. | ART Grand Prix | 176  |
| 4. | Sérgio Sette Câmara | 121  | 4. | Campos Racing  | 143  |
| 5. | Jack Aitken         | 113  | 5. | Carlin         | 125  |